# Corb de l'illa de Bougainville
El corb de l'illa de Bougainville (Corvus meeki) és un ocell de la família dels còrvids (Corvidae).

## Hàbitat i distribució
Habita els boscos de les illes de Bougainville i Shortland, a les Illes Salomó